# 그레이슨 앨런

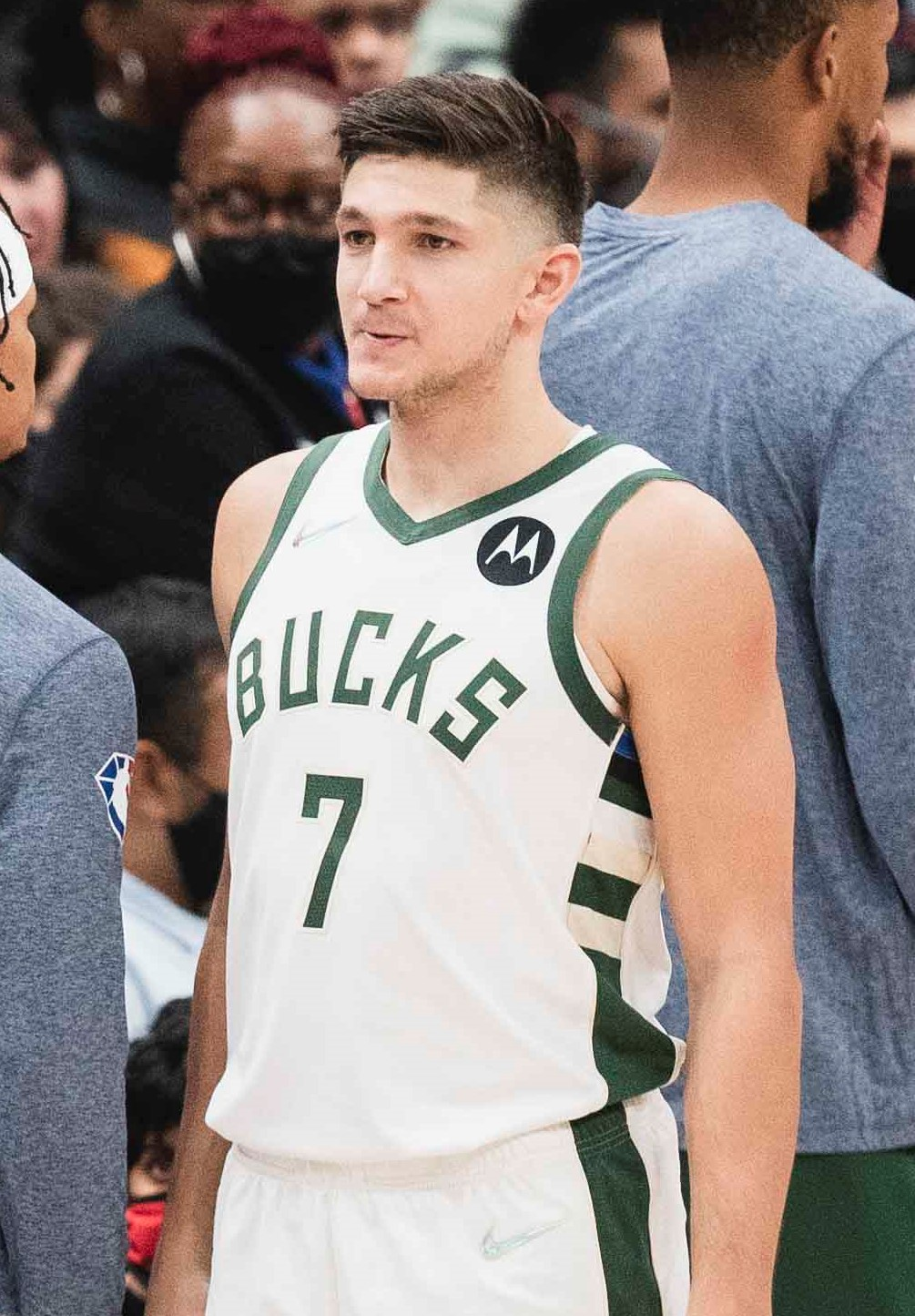

그레이슨 앨런(Grayson Allen, 본명: 그레이슨 제임스 앨런, Grayson James Allen, 1995년 10월 8일 ~ )은 NBA(전미 농구 협회)의 피닉스 선스의 미국 프로 농구 선수이다. 듀크 대학교에서 4년 동안 대학 농구를 했으며, 그곳에서 듀크가 2015년 전국 챔피언십 우승을 차지하도록 도왔다. 2010년대 듀크의 최고의 선수 중 한 명으로 불렸다.  앨런은 유타 재즈의 2018 NBA 드래프트에서 전체 21순위로 드래프트되었으며, 그곳에서 한 시즌 동안 뛰다가 2019년 7월 멤피스 그리즐리스로 트레이드되었다. 2021년 8월 앨런은 2023년 9월 선즈로 트레이드되기 전 두 시즌 동안 밀워키 벅스로 트레이드되어 그곳에서 뛰었다.

## 고등학교 경력
2014년에 앨런은 플로리다 주 잭슨빌에 있는 프로비던스 학교에서 맥도널드 올 아메리칸으로 선정되어 전년도 주 챔피언십에서 우승했다. 미래의 듀크 팀 동료인 자릴 오카포를 제치고 맥도날드 올아메리칸 슬램덩크 콘테스트에서 우승했다.